# Nybodtjärnen (Hällesjö socken, Jämtland)
Nybodtjärnen är en sjö i Bräcke kommun i Jämtland och ingår i Ljungans huvudavrinningsområde. Sjöns area är 0,013 kvadratkilometer och den befinner sig 491 meter över havet.